# Treia
Treia (dänisch Treja) ist eine Gemeinde in einer waldreichen Umgebung im Kreis Schleswig-Flensburg in Schleswig-Holstein.

## Geographie

### Geographische Lage
Das Gemeindegebiet von  Treia erstreckt sich am Flusslauf der Treene im Osten des Landschaftsbereiches der Bredstedt-Husumer Geest (naturräumliche Haupteinheit Nr. 691). Südwestlich des Ortes befindet sich der Bremsburger Wald (Bremsborg Skov), nordöstlich des Ortes der Wald Kerlöh (Kerlo bzw. Kærlo).

### Ortsteile
Siedlungsgeographisch gliedert sich die Gemeinde in eine Vielzahl verschiedener benannter Ortsteile. Zur Gemeinde zählen zunächst die beiden Ortsteile Oster- und Wester-Treia, ferner die (kleineren) sogenannten Häusergruppen Geilwang, Goosholz (dänisch Gøsholt), Gromsholm, Grüft (dänisch Grøft), Harenburg (dänisch Harenborg), Ipland (dänisch Ibland), Krau, Nedderwatt (dänisch Nedervad) und Vogelsang. Hinzu kommen die Hofsiedlungen  Brekenrühe, Jörtle, Norderbrook, Schwienholz (dänisch Svinholt) und Zum Hauberg, die Siedlung des Forsthauses Bremsburg, wie auch die Streusiedlung Schwittschau.

### Nachbargemeinden
Umliegende Gemeindegebiete zu Treia sind:
| Ahrenviölfeld            | Sollerup                                    |             |
| Oster-Ohrstedt           | Kompassrose, die auf Nachbargemeinden zeigt | Silberstedt |
| Wester-Ohrstedt, Wittbek |                                             |             |

## Geschichte

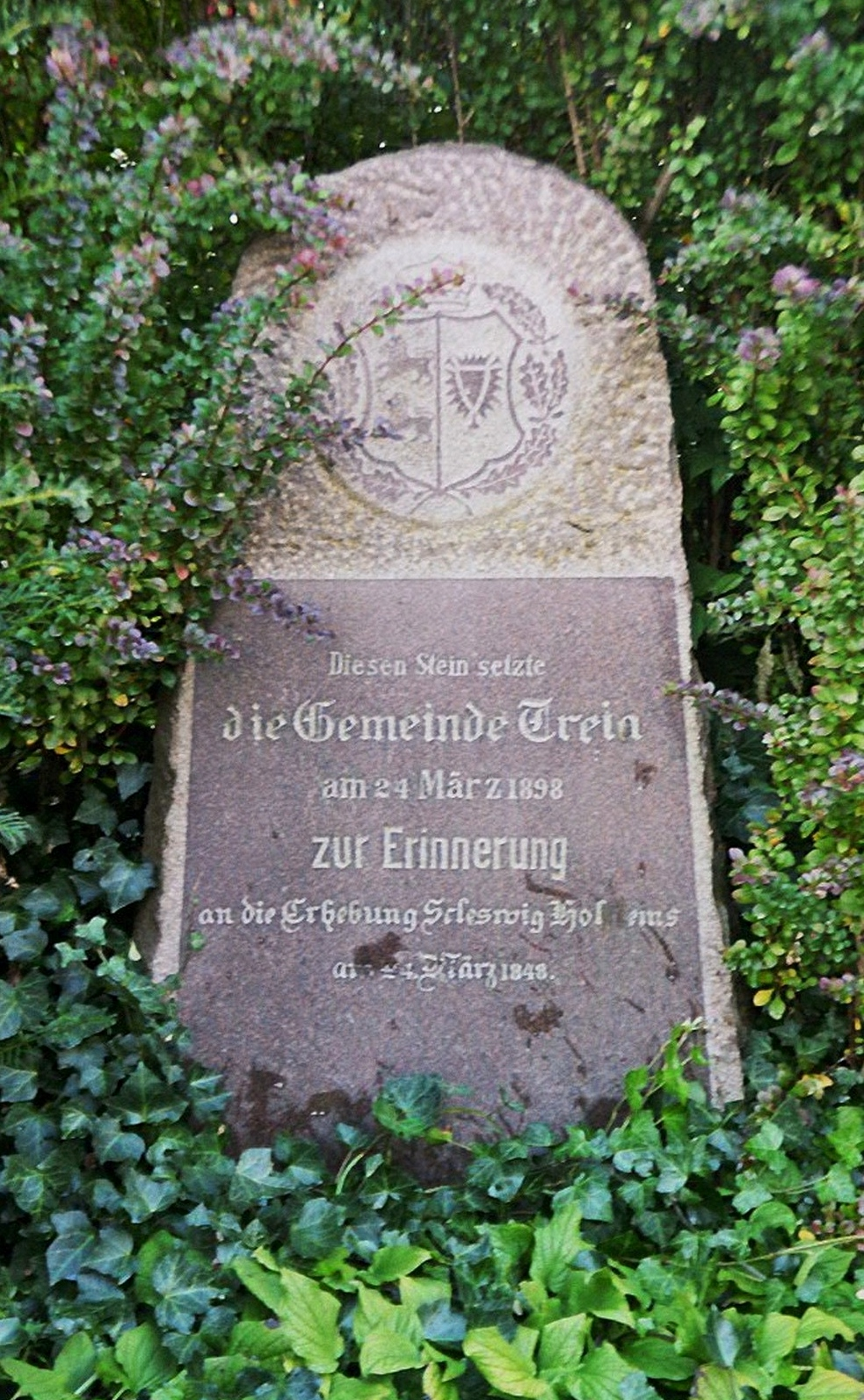
Gedenkstein zur Märzrevolution vor der Nikolaikirche

Treia wurde 1262 erstmals als Traeaa erwähnt. Der Ortsname ist identisch mit dem ursprünglichen dänischen Namen des Flusses Treene, Trejå, mittelalterliches Dänisch Trejaa. Der Flussname wiederum kann auf das dänische Wort træ für Holz oder Wald oder trægh (träge) zurückzuführen sein. Im ersteren Fall wäre die Übersetzung etwa Waldfluss, im letzteren Fall wäre die Eigenschaft des Flusses bezeichnet. Der Flussname ist 1323 als Trea, 1462 als tho der Trya und 1544 als inn die Treen dokumentiert.
Seit dieser Zeit war der Ort im Besitz des Bischofs von Schleswig, der hier eine befestigte Burganlage unterhielt. Zugleich ließ der Bischof in Treia
einen Zoll zweifacher Art erheben:
1. Brückenzoll für den Landweg zwischen Schleswig und Husum (Ost-West-Richtung)
2. Schiffszoll für die Treene (Nord-Süd-Richtung).[8]

Der Stapelholmer Weg, der als ein historischer Handelsweg den Ochsenweg bei Oeversee mit der Eider bei Süderstapel verband, führte auch durch Treia. Die Brücke, die Wester- und Oster-Treia über die Treene hinweg verband, führte im 19. Jh. den Namen von König Frederik VII.
Die Nicolaikirche trägt an ihrem Westende die Jahreszahl 1757, den Zeitpunkt ihrer Vergrößerung. Errichtet wurde sie vermutlich um 1400. Die Kirche ist dem heiligen Nikolaus geweiht, dem Schutzpatron der Schiffer.
So ist anzunehmen, dass auch die Treianer Kirche zu einer Zeit entstanden ist, als die Treene noch schiffbar war.
Die Schiffer wollten eine Andachtsstätte haben, um den Schutz ihres Schirmherrn anzuflehen, oder ihm für seine Hilfe zu danken. Daraus erklärt sich auch die Lage der Kirche in unmittelbarer Nähe der Treene und der Stelle, wo die Treene den Weg kreuzt. Hier dürfte ein Lade- und Lagerplatz gewesen sein, wo deshalb auch die Schiffer ihren Aufenthalt hatten. Anfänglich war dies wohl nur eine kleine hölzerne Kapelle, die man aus dem reichlichen Holz der Umgebung erbaut hat.
Nach Prof. Haupt, Bau- und Kunstdenkmäler, stammt das Kruzifix in der jetzigen Kirche an der Südwand bei der Kanzel aus der Zeit um 1300, womit es sich wohl um ein Stück aus der ersten Kirche handelt, das damit einen Anhalt für die Zeit ihrer Entstehung gibt. In alten Urkunden ist jedoch von dem Erbauungsjahr 1400 die Rede, womit der Bau der Steinkirche und nicht der ursprünglichen Holzkapelle gemeint ist. Die Kirche wurde 1912 mit einem hölzernen Glockenturm versehen.
Die ehemalige Burg Harenburg (auch Friesenburg) wurde 1415 von König Erich von Pommern als Turmhügelburg erbaut und schon im folgenden Jahr von den Friesen zerstört. Dabei fiel auch der dänische Burghauptmann Knappe Reimer Ottossohn v. Sehestedt (*13?? , †1416) auf Maasleben. Nach dem Knappen ist ein in der Nähe gelegener Hof benannt.
Bis zum Deutsch-Dänischen Krieg 1864 bildete Treia den Mittelpunkt der namensgleichen kleinen Treiaharde (Amt Gottorf) mit Treia als einzigem Kirchspiel (Treja Sogn), im Mittelalter bildete die Treene noch die Grenze zwischen der Arns- und den Goesharden. Die Schulsprache war bis 1864 Dänisch.

## Politik

### Stadtvertretung
Die im Zuge der Kommunalwahlen in Schleswig-Holstein 2023 abgehaltene Gemeindewahl am 14. Mai 2023 ergab folgendes Ergebnis:
- CDU: 3
- SPD: 2
- FWT: 8

Die Wahlbeteiligung betrug 58,4 Prozent.

### Wappen
Blasonierung: „In Gold ein blauer Wellenpfahl, überdeckt mit einem in der Mitte beidseitig eingekerbten schwarzen Balken. Rechts oben ein schwebender roter Zinnenbalken, links unten ein grünes Eichenblatt.“

## Kulturdenkmale

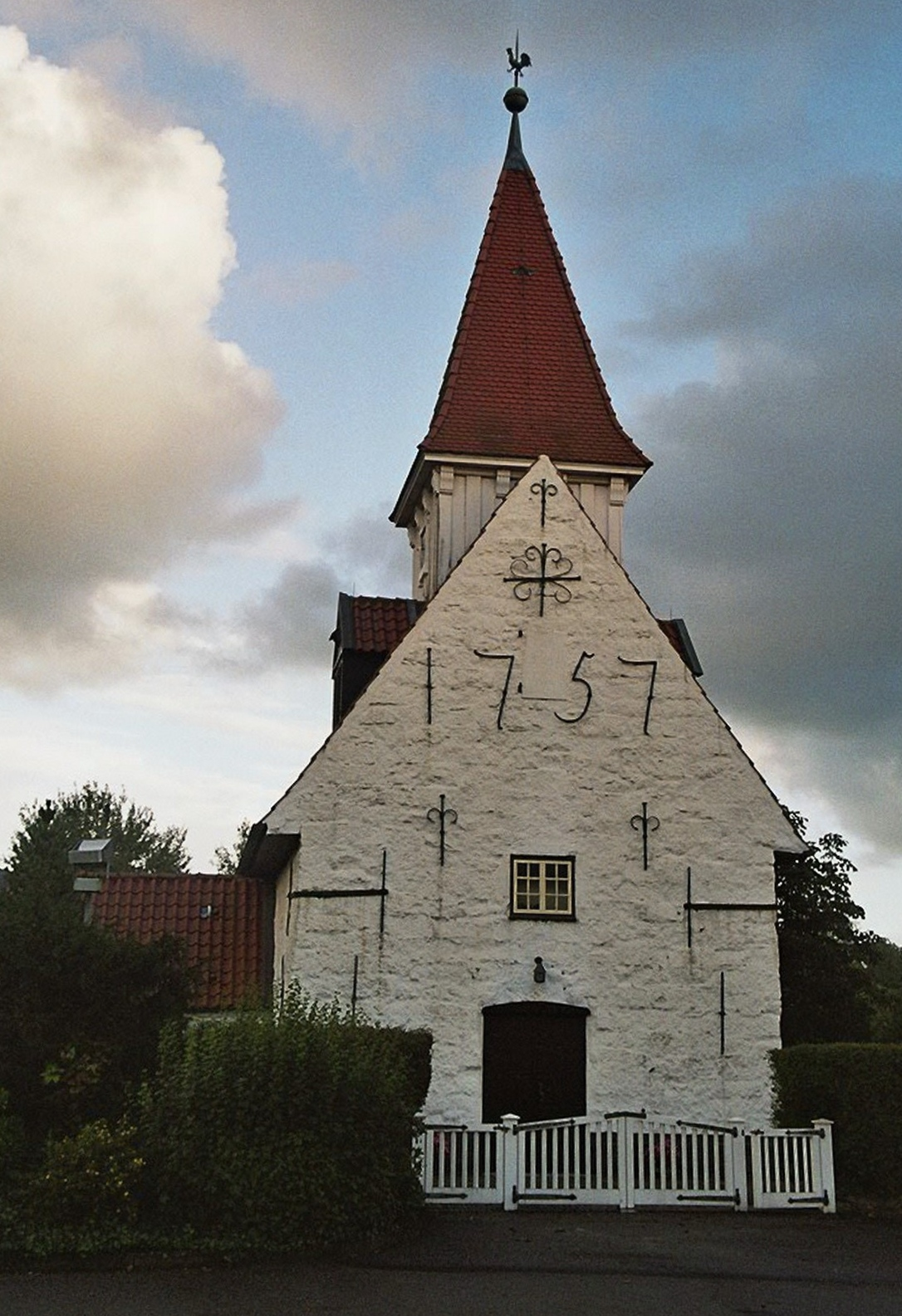
Nikolaikirche

In der Liste der Kulturdenkmale in Treia stehen die in der Denkmalliste des Landes Schleswig-Holstein eingetragenen Kulturdenkmale.

## Persönlichkeiten
- Gabriel Wedderkop (1644–1696), deutscher evangelisch-lutherischer Geistlicher und Autor der Barockzeit, 1668–1671 Pastor an der Nikolaikirche in Treia
- Bernhard Werenberg (1577–1643), deutscher Pädagoge und Philosoph, in Treia geboren
- D. E. Sattler (1939–2023), deutscher Publizist, Übersetzer und Herausgeber, starb in Goosholz-Treia